# Croce di Mastro Guglielmo

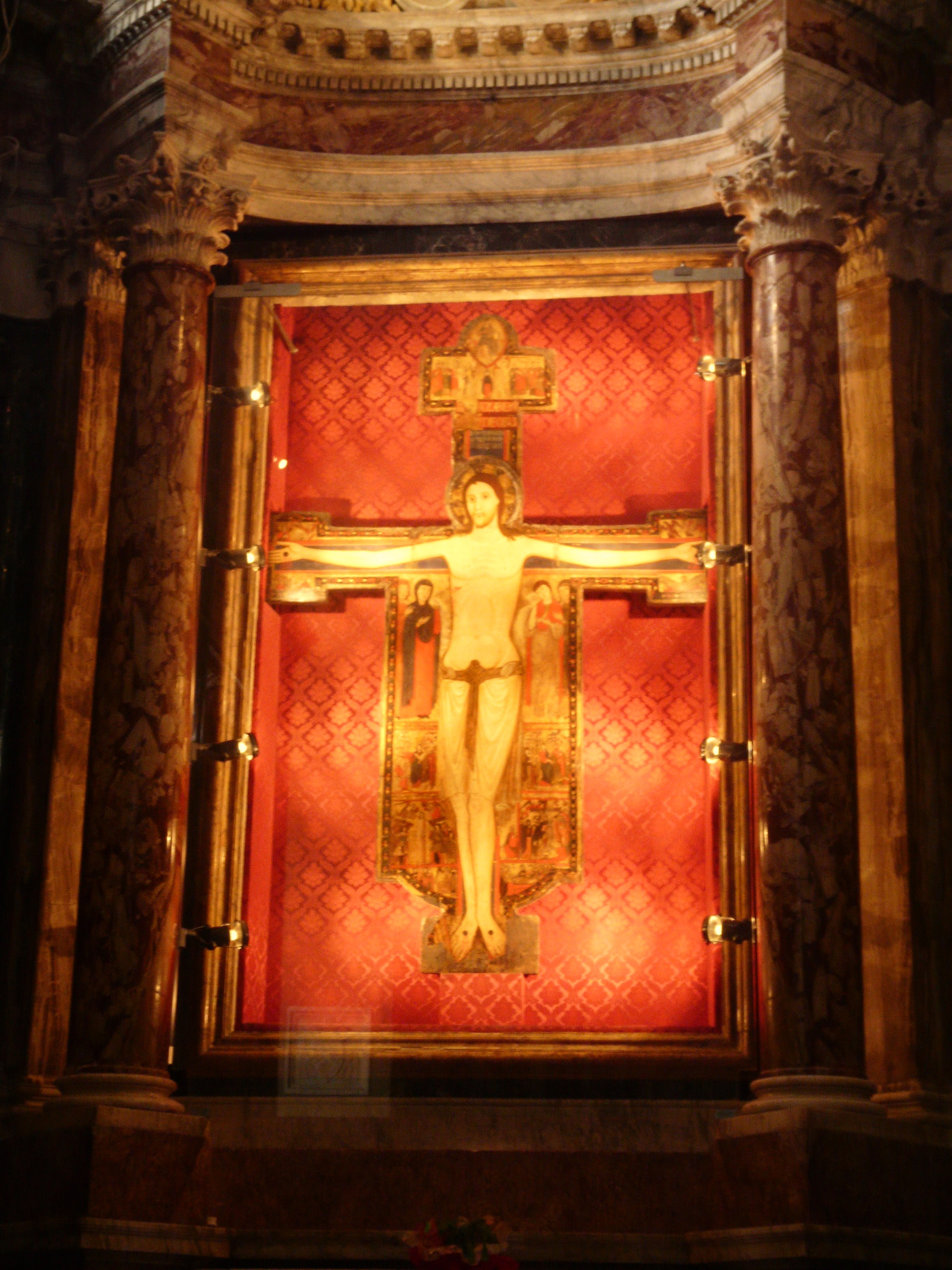
Il crocifisso nella collocazione odierna

La Croce di Mastro Guglielmo o Croce di Sarzana è una croce dipinta, datata epigraficamente al 1138 e conservato nella cattedrale di Santa Maria Assunta di Sarzana in provincia della Spezia. Si tratta del più antico esempio di croce dipinta datato.

## Storia
L'opera venne realizzata per l'antica cattedrale di Luni, oppure fu commissionata per la chiesa di Sant'Andrea di Sarzana; ipoteticamente poteva essere collocata sull'Iconostasi che separava la navata dal presbiterio o zona riservata al clero. In realtà non esistono prove di una simile collocazione e il dettaglio miniaturistico delle scene della Passione dipinte ai lati del corpo del Cristo crocifisso, oltre alle iscrizioni che descrivevano le scene (oggi quasi completamente illeggibili) porterebbe a pensare ad una collocazione che permettesse la fruizione ravvicinata di questi particolari: fruizione non necessariamente destinata ai fedeli, ma più probabilmente al clero che recitava le funzioni.
Nel 1470 la pieve di Sant'Andrea fu sottoposta a lavori di ristrutturazione e la Croce di Guglielmo venne trasferita in un luogo imprecisato. Ricomparve alcuni anni dopo nel vicino oratorio di Santa Croce. Da lì passò nella cattedrale di Santa Maria Assunta, collocata sopra la porta della sacrestia.
Lì la trovò durante la visita pastorale del 1572 il vescovo Giovanni Battista Bracelli che afferma “invenit iconam seu potius aliquas figuras Crucifixi, Beatae Mariae, Nicodemi et aliorum sanctorum vetustissimas et minime condecentes“.
Dodici anni dopo, nel 1584, durante la sua visita apostolica monsignor Angelo Peruzzi la vide esposta sull'altare della Purificazione della Beata Vergine Maria ed affermò che detto altare “habet iconam cum imagine Crucifixi, in actu quo Nicodemus corpus D.N. Jesu Christi levavit de cruce, cum multis aliis imaginibus, ita quod redditur valide ornatum“.
Nel 1602 venne attribuito all'immagine il miracolo di aver guarito un bambino di nome Agostino, in seguito al voto fatto dalla madre. Data la devozione dei fedeli l'immagine dovette essere collocata in un luogo più adeguato: nello stesso anno del miracolo fu spostata, su proposta dei canonici della cattedrale, nella cappella dedicata a san Giovanni Battista, della famiglia Cattanei. L'altare venne consacrato nel 1607. Alla liturgia ufficiale si affiancò la pietà popolare: venne creata una confraternita dedicata al Santissimo Crocifisso che aveva cura della cappella e propagava la devozione verso l'immagine sacra. La celebrazione della messa avvenne per un certo periodo tutte le mattine di fronte al dipinto.
Dalla seconda metà del XVIII secolo la devozione al Crocifisso si legò a tre reliquie della Passione che si trovano nella concattedrale di Sarzana: la reliquia della Santa Croce, quella del Preziosissimo Sangue di Gesù ed alla Santa Vergine del Coro. La tradizione popolare riporta altri miracoli attribuiti all'immagine sacra.
Una copia fedele della croce di Mastro Guglielmo si trova sull'altare maggiore della Abbazia di Heiligenkreuz in Austria: questa è stata realizzata dall'artista italiano Renato Manfredi nel 1980–1981 nell'ambito della ristrutturazione dell'area dell'altare della chiesa e appesa sopra l'altare il Venerdì santo (17 aprile) del 1981.

## Descrizione
Sulla croce è rappresentato il Cristo crocifisso, accompagnato dai Dolenti e da riquadri di varia dimensione con Storie della Passione. Inoltre, sotto il titulus crucis, compare un'iscrizione recante la firma dell'autore del crocefisso. Il distico di esametri leonini, realizzato con una particolare cura per l'assetto grafico e stilistico, recita: ANNO MILLENO CENTENO / TER QUOQ(ue) DENO / OCTAVO PIN/X(it) / GUILLE(l)M(us) ET H(aec) METRA FINX(it), ovvero Nell'anno 1138 Guglielmo dipinse (quest'opera) e compose questi versi. 
Risulta così che l'autore fosse un certo Guglielmo, detto anche convenzionalmente "Mastro Guglielmo", di cui null'altro si sa a parte il nome, anche se si può inferire che possedesse una certa cultura, potendo scrivere una dedica in versi latini, cosa non accessibile a tutti in quel periodo storico.
La figura del Cristo è raffigurata come trionfante (Christus triumphans), un'iconografia derivante da avori di epoca carolingia, tipica dell'ambiente della Riforma gregoriana, che si ripresenta nelle altre croci dipinte di area centro-italiana: Lucca, Pisa, Firenze, Arezzo, Spoleto e forse Roma.
La pittura venne realizzata su un supporto in legno di castagno, essenza legnosa tipica delle opere del XII e inizio XIII secolo. Fra gli strati preparatori, poi, si individuano, secondo la tradizione tecnica più consolidata, una tela ingessata, alcune strisce di pergamena per le zone di maggiore fragilità strutturale, e una stesura molto compatta e perfettamente finita di gesso e colla.
Dopo l'esecuzione, presumibilmente all'inizio del XIV secolo, la figura del Cristo (ad eccezione del ricco perizoma) venne ridipinta. Venne rispettato però, pur nell'aggiornamento stilistico, la fisionomia, segno di una considerazione già devozionalmente orientata dell'originale. La figura originale è in parte leggibile grazie alla radiografia e alla riflettografia effettuate sul dipinto all'epoca del suo ultimo restauro, concluso dall'Opificio delle Pietre Dure, nel 1998 e pubblicato nel 2001. Il restauro è stato realizzato da Roberto Bellucci, con la collaborazione di Ciro Castelli, Mauro Parri e Andrea Santacesaria per la parte lignea; con la direzione di Marco Ciatti e Cecilia Frosinini. 
Il committente, potrebbe essere identificato con un certo Guglielmo Francesco, figlio di Alberto Rufo e legato allo sviluppo economico della città, oppure con un membro della famiglia Villano.

### I riquadri
All'estremità del braccio sinistro della Croce è dipinto il volto del profeta Geremia, con un cartiglio che riporta un testo del libro delle Lamentazioni, che allude alla prigionia del re Sedecia presso i Caldei, profezia di Gesù Cristo preso ed ucciso dai peccatori. Nella liturgia il testo delle Lamentazioni era impiegato il venerdì e sabato santo. Sopra la rappresentazione dei simboli evangelici dell'angelo e del leone.
All'estremità inferiore del braccio destro è rappresentato il profeta Isaia che tiene tra le mani un cartiglio con un testo tratto dal canto del servo di Jawè che si riferisce all'agnello sacrificale, figura che negli Atti degli Apostoli il diacono Filippo attribuì a Gesù: il passo viene impiegato nella liturgia della Settimana Santa. Sopra la rappresentazione dei simboli evangelici dell'aquila e del bue.
Nello spazio tra la cimasa ed il nimbo di Cristo, è riportato il titulus crucis in latino: Iesus Nazarenus Rex Iudeorum

### LeStorie della Passione
Nelle Storie della Passione sono presenti gli episodi:
- Bacio di Giuda: Cristo isolato al centro della composizione, con alle spalle i soldati, fa un cenno con la mano destra a Pietro che aggredisce Malco con un coltello. Giuda, di fianco, lo bacia.
- Flagellazione e tradimento di Pietro: Cristo è al centro della composizione con le sue  mani legate alla colonna, con a lato, più piccoli, i flagellatori nell'atto di colpire e sopra di loro due angeli di profilo con ampi mantelli; all'estremo lato destro si trova la piccola figura di Pietro che rinnega Gesù.
- Via del Calvario: Cristo al centro del riquadro guarda fuori della città, seguito dalla folla e dalle donne (tra queste Maria). La scena è statica, solo un Giudeo indica con la mano al Cristo la via dolorosa.
- Gesù calato dalla Croce: la figura del Cristo esanime è al centro della scena, con Giuseppe di Arimatea che lo sorregge e Nicodemo che toglie i chiodi in basso; sono presenti anche i discepoli e le donne.
- Deposizione al sepolcro: conclude il ciclo della Passione, con Nicodemo e Giuseppe che depongono Gesù nella tomba alla presenza delle donne e di Maria.
- Marie al sepolcro: inizia il ciclo della gloria, con l'angelo che annunzia la resurrezione indicando alle donne ed a Maria la tomba vuota ed il sudario.
- Ascensione, collocata nella cimasa della Croce: gli undici Apostoli con la Vergine al centro tra due Angeli. Al centro, sopra la testa della Vergine, la mandorla entro la quale è raffigurato il Cristo in trono, figura di dimensione maggiore rispetto alle altre[13].

## Stile
L'autore è conosciuto solo grazie a questo dipinto, ma già Garrison (1949) lo aveva messo in relazione ad alcune miniature del Passionario P della Biblioteca Arcivescovile di Lucca. Caleca, poi (1994) ipotizza convincentemente un parallelo con alcuni affreschi frammentari nella navata della chiesa di San Frediano a Lucca. Il suo stile permette di attribuirgli un'origine lucchese e una formazione artistica che si avvalse anche di rapporti esterni alla regione. Pietro Toesca ha proposto di confrontare il dipinto con il Trittico del Redentore di Tivoli, appartenente all'arte benedettina del XII secolo, mentre Luigi Coletti ha avvicinato l'opera ad altre croci dipinte nella zona di Pisa, dove si ritrovano le storie della Passione di Cristo sul fondo del tabellone, e di Lucca, dove le croci conservate nelle chiese di San Michele, dei Servi e di Santa Giulia presentano il motivo iconografico dei simboli evangelici ai capicroce laterali.
La figura del Cristo, secondo il Torriti, "presenta una dilatata grandiosità, una possente ricerca vitale e una libertà di movimento che sembra ormai sciogliere le rigide forme orientali.".

## Considerazioni iconografiche

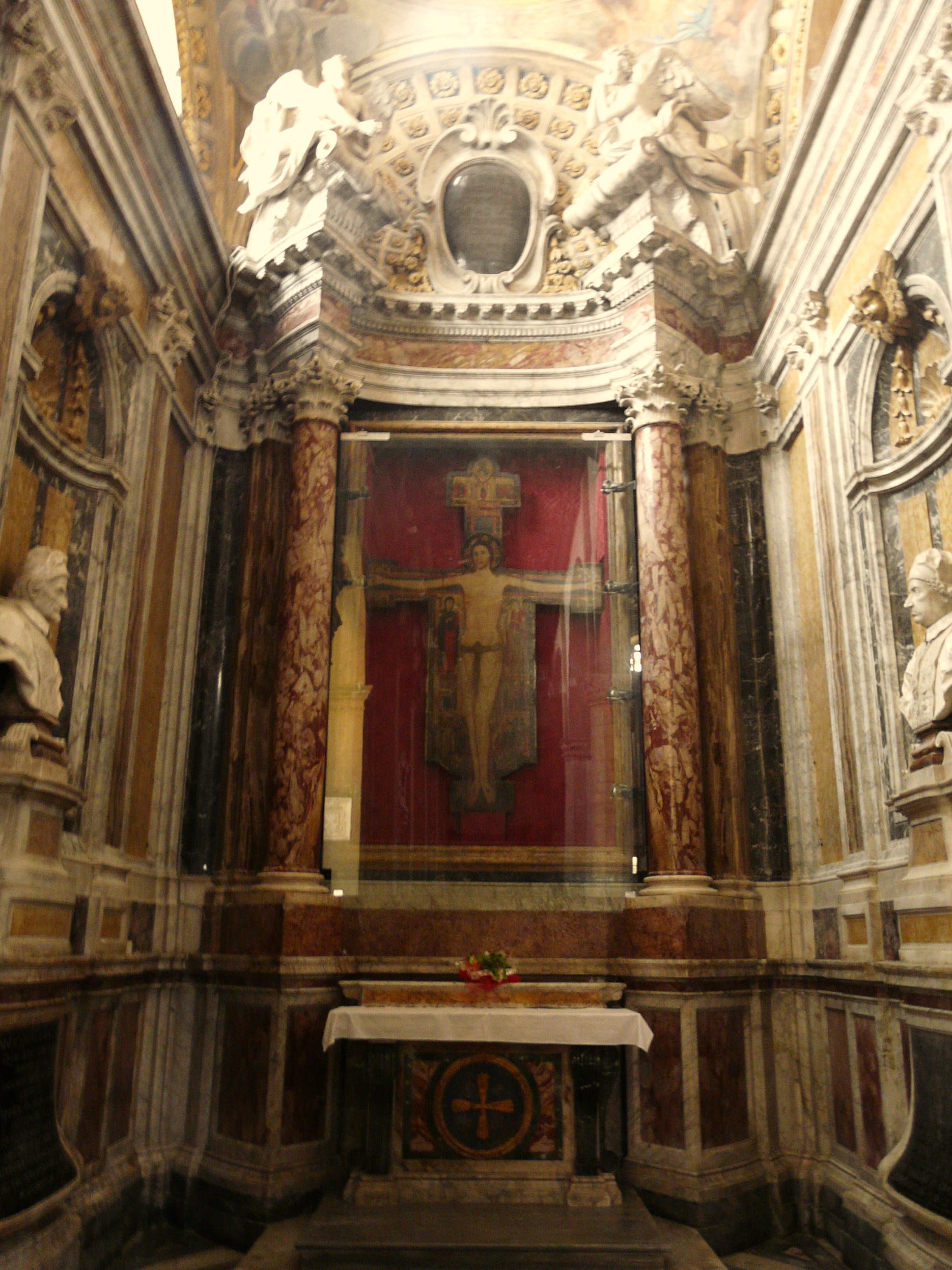
La cappella della Croce

La Croce fu dipinta in un periodo nel quale l'iconografia sia orientale, sia occidentale aveva il compito di trasmettere contenuti di fede e spiritualità. L'immagine ha in questo periodo una funzione didascalica, come una sorta di “Bibbia per i poveri”, che non potevano leggere. Non era importante che gli spettatori cogliessero il significato dei fatti rappresentati, ma che questi richiamassero alla memoria il dato di fede espresso, anche per la forte analogia fra immagine e gesto liturgico.
Cristo è dipinto come vivo sulla Croce con i cinque segni della Passione, senza la corona di spine ma con il nimbo gemmato. Il dipinto colloca il Cristo vivente, e non morto, secondo l'iconografia del Crocifisso trionfante, nel contesto delle scene pittoriche che lo circondano e gli danno un particolare significato. Nei capicroce laterali, alla sommità delle scene della passione dipinte nella parte inferiore della tavola, sono presenti numerose citazioni bibliche.

### La presenza di Maria
Nelle scene raffigurate Maria appare come hodigitria, colei che mostra la via: la sua mano destra indica sempre la figura del Cristo. Maria è raffigurata con il mantello (mophorion) con preziosa bordatura e ornato di tre stelle. Nella raffigurazione dell'Ascensione è raffigurata come orante. Attorniata da due angeli e dagli apostoli sotto il Cristo, in modo analogo ad un affresco del monastero di Bawit in Egitto, datato al VI secolo.

### La liturgia pasquale
Alcuni elementi del ciclo pittorico riprendono particolari dei testi dell'ufficio liturgico bizantino: il ruolo attivo come mediatrice di Maria, il rilievo dato alla figura di Giuda e a quelle di Nicodemo e di Giuseppe di Arimatea, la raffigurazione della morte di Cristo con l'immagine dell'agnello ricavata dal testo di Isaia, la presenza delle donne al sepolcro. Il pittore fissa nell'immagine il mistero che la liturgia ha presentato nei momenti profetici e storici, lo dota di sentimenti e lo annuncia. Ne deriva che questa icona esprime una religiosità legata alla celebrazione del mistero liturgico della Pasqua della Chiesa.
La devozione al Sangue, radicata anche grazie ad una reliquia in buono stato di conservazione, fin dalla prima metà del XIII secolo fu accompagnata dalla tradizione orale di una relatio, di un evento che facesse rivivere una relazione fra il Santo Volto, il Sangue e S. Nicodemo, al tempo del vescovo locale Guglielmo.
Il 24 settembre 1666, il frate cappuccino Guglielmo da Pieve di Teco curò la pubblicazione della Messa in latino in onore del Preziosissimo Sangue.